# إياد الخزوز
اياد نائل جريس الخزوز، مخرج أردني له العديد من الأعمال التلفزيونية والبرامج، أهم أعماله التلفزيونية مسلسل سلطانة للروائي غالب هلسة ومسلسل دعاة على أبواب جهنم الذي عرض خلال شهر رمضان عام 2006 على الكثير من القنوات الفضائية ومسلسل درويش والذي اعاد الفنان الكويتي داوود حسين للدراما بعد انقطاعه عن المسلسلات الدرامية لعدة سنوات واحترافه برامج المنوعات ومن أهم أعماله أيضا مسلسل رحلة شقا والذي يعتبر أول عمل خليجي يتحدث عن قضية البدون وهو من بطولة الفنان الكويتي سعد الفرج ومسلسل الداية من كتابة وبطولة الفنانة الكويتية حياة الفهد ومن أعماله المميزة سمرقند الذي عرض في موسم رمضان 2016.
من أعماله التي تم بثها هيك.. ومش هيك عبر شاشة التلفزيون الأردني الفضائية والمحلية. والمسلسل الكرتوني الساخر من وحل الواقع حيث تولى الإشراف الفني على هذا العمل، وأخرج الجزء الاميز من حلقاته، وهي من إنتاج مؤسسة أبو محجوب للإنتاج الإبداعي، وقد تم عرضه خلال شهر رمضان 2006.
صاحب هوية مميزة بالأفلام التسجيلية والوثائقية ومن أهم أعماله الوثائقية فيلم حكاية عمانية والذي يتحدث عن مدينة عمّان عاصمة الأردن من سبعة آلاف عام قبل الميلاد ولغاية عام 2002 بسردية بصرية مميزه كان الانتقال فيها بين الفترات الزمنية بطريقة جديدة ومميزه في الأفلام الوثائقية وحمل توقيعه أيضا فيلم بعنوان العالم مر من هنا عن الحضارات المتعاقبة على الأردن من وجهة نظر اقتصادية
وصنف الخزوز من أفضل عشر مخرجين في الوطن العربي حسب برنامج الأوائل الذي تعرضه قناة روتانا خليجية حيث حل ثالثاً بعد شوقي الماجري وحاتم علي.
المخرج الخزوز صاحب مدرسة بصرية خاصة تجمع ما بين اللغة السينمائية والتقنية التلفزيونية بمهارة مميزة تتميز معظم أعماله بصورة جميلة وحركة كاميرا تتناغم برشاقة مع المحتوى الأدبي لاعماله ويصنف اياد الخزوز من المخرجيين الاشكاليين بحيث ان معظم أعماله تثير نقاشات حادة بعد بثها. من اعمله أيضا مسلسل للخريف ربيع اخر والذي يروي قصة طفل مصاب بالسرطان والمسلسل البوليسي خيوط في الظلام وأخيرا المسلسل الإماراتي الخطابة والدراما التفاعلية أصعب قرار وهي نوع جديد على الدراما العربية حيث يتم تصوير نهايتين لهذا النوع من الأعمال والجمهور هو من يقوم بأختيار النهاية التي يرغب بمشاهدتها. يقيم إياد الخزوز في دولة الإمارات العربية بعد أن افتتح شركة إنتاج خاص مع الشاعر الإماراتي محمد سعيد الضنحاني (أرى الإمارات للإنتاج الإعلامي). وأخرج في الإمارات العربية المتحدة مسلسل أوراق الحب بجزئيه الأول والثاني من بطولة ميساء مغربي وشهاب جوهر وليلى السلمان وسيف الغانم وسعيد بو مانع، ومسلسل للأسرار خيوط. وفي رمضان 2011 قام بإخراج مسلسل كريمة عن رواية الدكتور مانع سعيد العتيبة، حيث أثار المسلسل عند عرضه الكثير من الآراء النقدية المتضاربة. وفي نفس العام أيضاً قام بإخراج مسلسل بيارق العربا والمسلسل الاجتماعي ما نتفق بعدد حلقات بلغ 60 حلقة. وفي رمضان 2012 قام بإخراج مسلسل لعبة المرأة الرجل عن رواية الكاتبة السعودية سارة العليوي وكتابة نص لأحمد المغربي من بطولة إبراهيم الحربي وميساء مغربي وإبراهيم الزدجالي. عام 2016 أخرج مسلسل سمرقند.

## الجوائز والتكريم
حصل على العديد من الجوائز والميداليات في العديد من المهرجانات العربية ومنها:
- الجائزة الذهبية لبرنامج الأطفال وقت الفرح 1996 من (مهرجان القاهرة الدولي)
- الجائزة الأولى لدراما الأطفال 1997 من مهرجان اتحاد إذاعات الدول العربية - تونس
- ميدالية الحسين للعطاء المميز في عمّان عن مجمل أعماله في تلك السنة) 2002
- حصل مسلسله دعاة على أبواب جهنم على الجائزة الكبرى للمسلسلات الاجتماعية في مهرجان اتحاد اذاعات وتلفزيونات الدول العربية المقام في تونس 2007
- الجائزة الذهبية عن إخراجه مسلسل سلطانة في مهرجان الإعلام العربي للإذاعة والتلفزيون الرابع عشر في القاهرة
- الجائزة الذهبية في السنة التي تليها فئة أفضل مخرج مسلسلات تاريخية عن مسلسله للأسرار خيوط.